# Wawrów
Wawrów is een dorp in de Poolse woiwodschap Lubusz. De plaats maakt deel uit van de gemeente Santok en telt 1200 inwoners.

## Verkeer en vervoer
- Station Wawrów